# Colotis vesta
Colotis vesta is een vlindersoort uit de familie van de Pieridae (witjes), onderfamilie Pierinae. De diersoort komt voor in Zimbabwe.
Colotis vesta werd in 1852 beschreven door Lucas.